# Duiven
Duiven  è una municipalità dei Paesi Bassi di 25 624 abitanti situata nella provincia di Gheldria.